# Oldenlandia manyoniensis
Oldenlandia manyoniensis är en måreväxtart som beskrevs av Cornelis Eliza Bertus Bremekamp. Oldenlandia manyoniensis ingår i släktet Oldenlandia och familjen måreväxter.
Artens utbredningsområde är Tanzania. Inga underarter finns listade i Catalogue of Life.